# Willem Bouter
Willem Joseph Antonius Bouter (Amsterdam, 13 september 1936 – Vianden, 11 april 2000) was een Nederlands beeldhouwer. Hij wordt ook vermeld als Willem J.A. Bouter.

## Leven en werk
Willem Bouter was een zoon van verkoper Lambert Hendricus Joseph Bouter en Anna Maria Hermus. Hij werkte als ontwerper van onder andere armaturen bij een lampenfabriek, voor hij de overstap maakte naar de kunst. Bouter werd opgeleid aan de Gerrit Rietveld Academie (1969-1973), als leerling van Carel Kneulman en Tony Andreas. Hij was bestuurslid van de Nederlandse Kring van Beeldhouwers, lid van het Groninger Kunstenaars Kollektief en het Groninger kunstenaarscollectief De Ploeg. Hij maakte veelal abstract-geometrisch werk, aanvankelijk vooral in marmer en beton, later in staal. Hij exposeerde zijn werk onder meer met Gjalt Blaauw, Jef Depassé en Martin den Hollander tijdens Groningen Monumentaal (1984) en bij Galerie Wiek XX (1988).
Bouter trouwde met de keramiste Tiny Snijders. Zij woonden en werkten onder andere in Lelystad, Uithuizen (1982-1988) en Roodeschool (1993-1996). Willem verhuisde ten slotte naar Vianden (Luxemburg). Hij overleed op 63-jarige leeftijd en werd begraven in het Groningse Toornwerd.

## Enkele werken
- 1977: Grote spant, Lelystad
- 1978: Oorlogsmonument, Lelystad
- 1979: Wiel, bij brandweer en Publieke Werken, Lelystad
- 1981: Zachte vorm, Lelystad
- 1986: zonder titel, Diepenheim
- 1986: zonder titel, Uithuizermeeden
- 1997: Sopransolo, Rue Alphonse Weicker, bij de Kamer van Koophandel, Stad Luxemburg
- Les autres frères de Maurice, Place Marie-Adélaïde, Ettelbruck

## Foto's

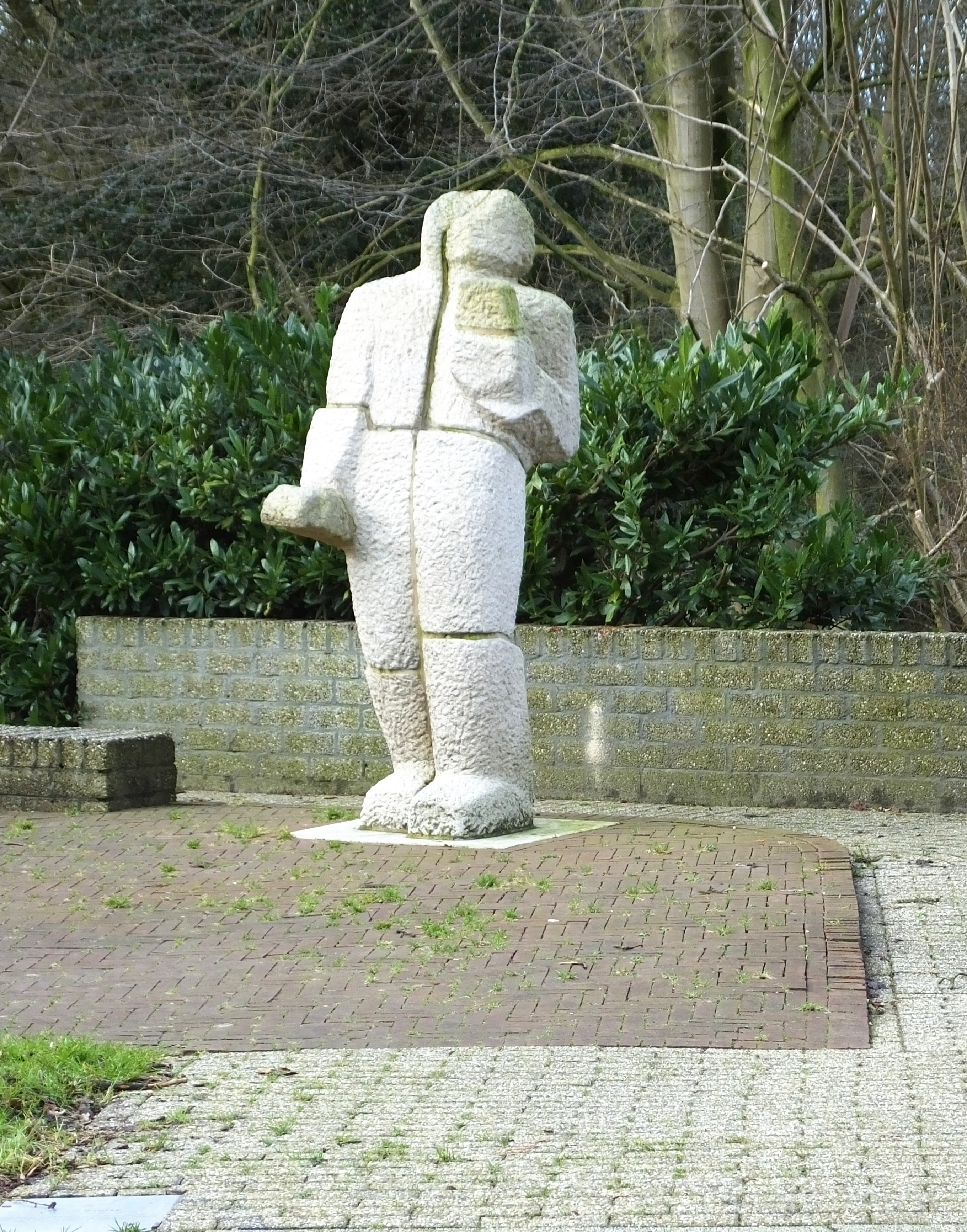
Oorlogsmonument Lelystad
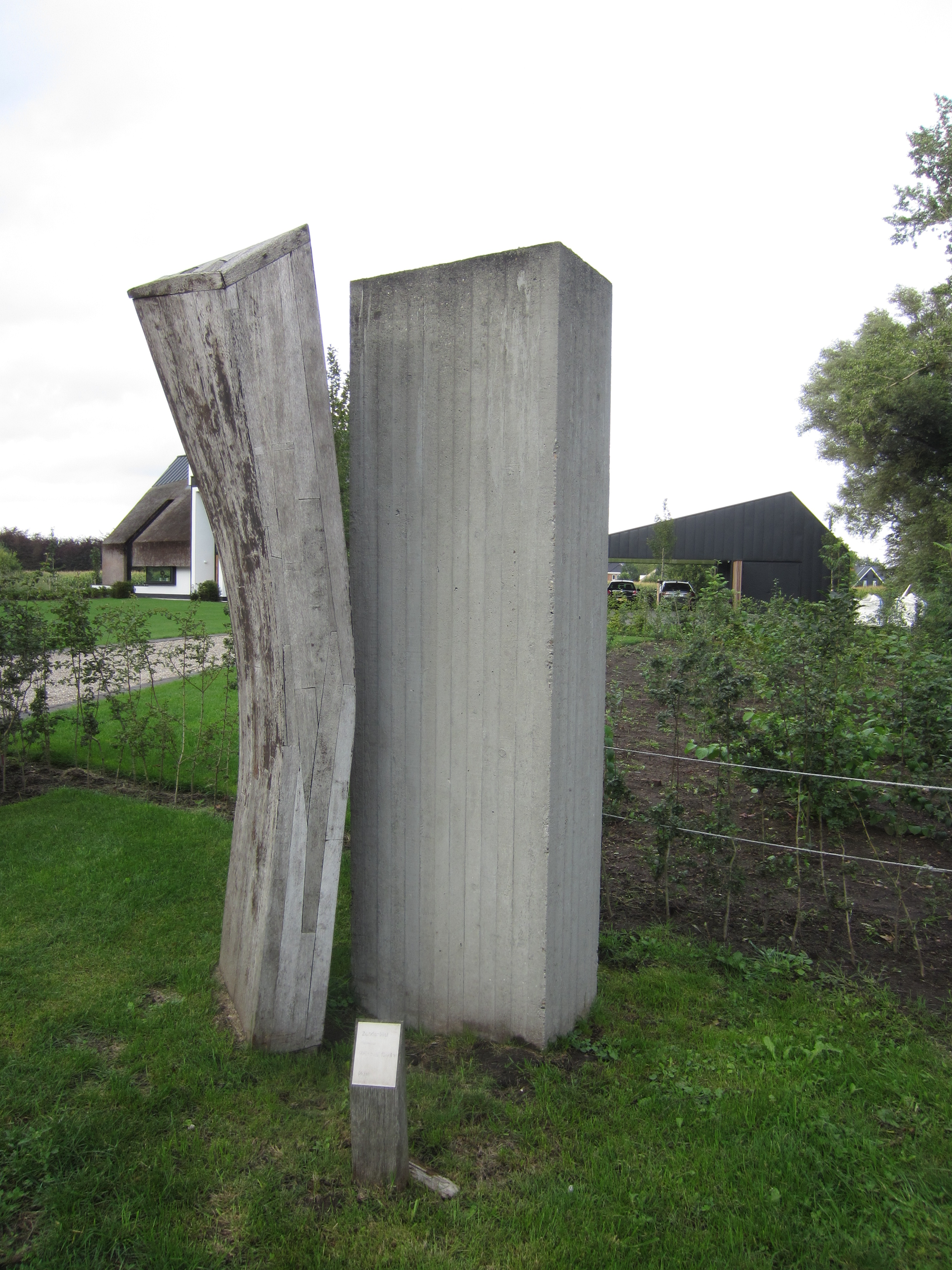
zonder titel, Diepenheim
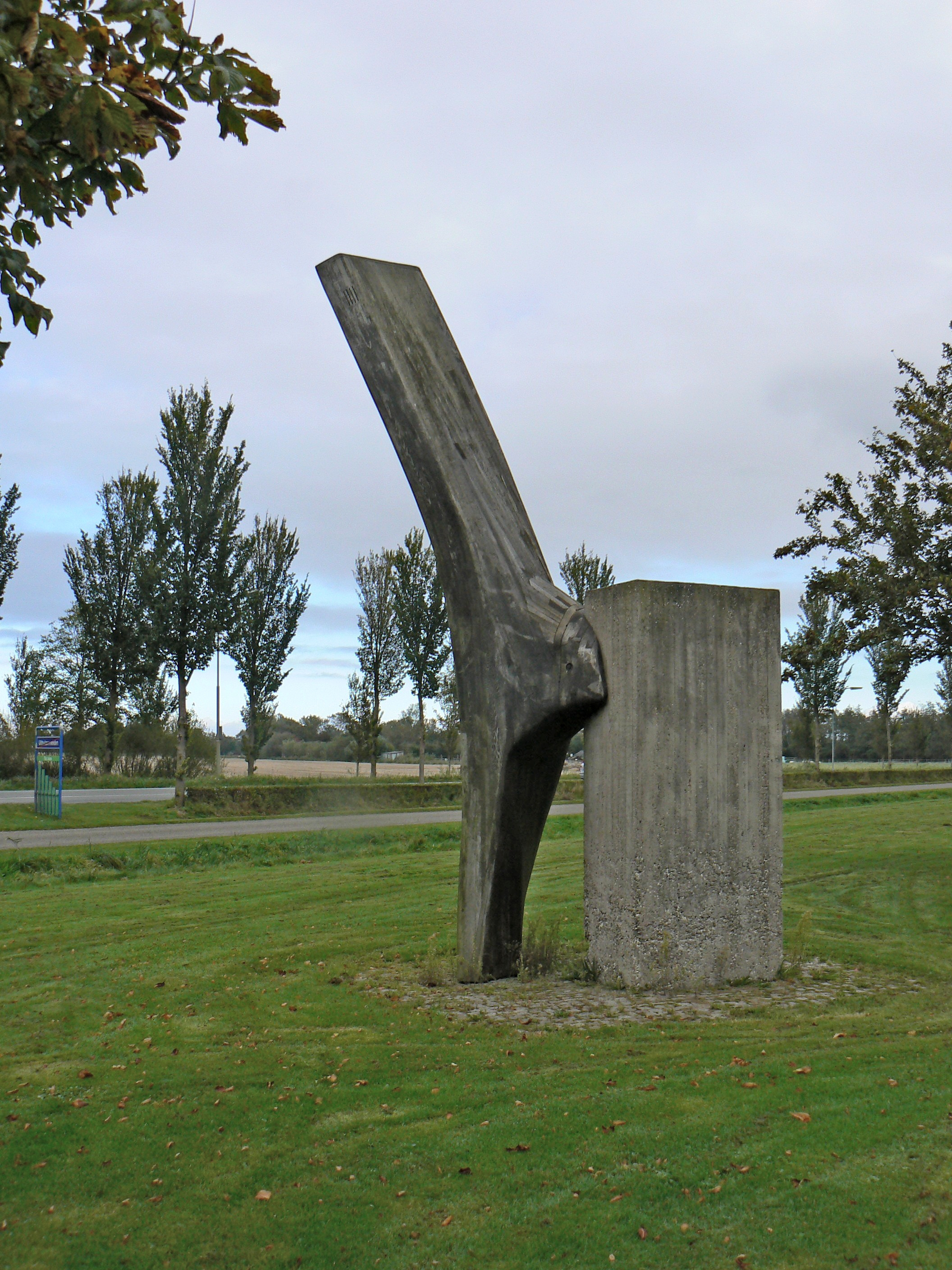
zonder titel, Uithuizermeeden

- Musée national d'archéologie, d'histoire et d'art: lkl000322
- RKD-Nederlands Instituut voor Kunstgeschiedenis: 11589